# Sadleriana sadleriana
Sadleriana sadleriana is een slakkensoort uit de familie van de Hydrobiidae. De wetenschappelijke naam van de soort is voor het eerst geldig gepubliceerd in 1863 door Frauenfeld.